# تيدي دافيسون
تيدي دافيسون (بالإنجليزية: Teddy Davison)‏ (2 سبتمبر 1887 بغيتسهيد في المملكة المتحدة - 1 فبراير 1971 بشفيلد في المملكة المتحدة) هو مدرب كرة قدم ولاعب كرة قدم بريطاني (وحمل سابقاً جنسية المملكة المتحدة لبريطانيا العظمى وأيرلندا) في مركز حراسة المرمى. شارك مع منتخب إنجلترا لكرة القدم. أما مع النوادي، فقد لعب مع شيفيلد وينزداي ونادي مانسفيلد تاون.

## مسيرته الكروية
لعب تيدي دافيسون خلال مسيرته الاحترافية مع نادِ واحدٍ في ثلاثة عشر موسمًا ولم يسجل خلالها أي هدف ضمن 397 مباراة. ولم يفز بأي موسم بالكأس أو بالدوري.
خاض تيدي دافيسون مسيرته مع نادي شيفيلد وينزداي في موسم 1908–09 ليلعب معه ثلاثة عشر موسمًا، مشاركًا في 397 مباراة ولم يسجل أي هدف.

## وصلات خارجية
- تيدي دافيسون على موقع ناشيونال فوتبول تيمز (الإنجليزية)